# Bañón
Bañón es un municipio y localidad española de la provincia de Teruel, en la comunidad autónoma de Aragón. El término municipal, ubicado en la comarca del Jiloca, tiene una población de 155 habitantes (INE 2024).

## Geografía
Integrado en la comarca del Jiloca, se sitúa a 68 km de la capital provincial. El término municipal está atravesado por la carretera nacional N-211 entre los pK 126 y 132. La carretera corona el puerto de Bañón en el límite con el municipio de Cosa (1269 m). El municipio tiene un área de 54,27 km.
El relieve del territorio está caracterizado por el ascenso oriental de la depresión del río Jiloca hacia el Sistema Ibérico turolense, por lo que la altitud es progresivamente más elevada de oeste a este. La altitud oscila por tanto entre los 1370 m al sureste (Loma Pedriza) y los 970 m al noroeste. El pueblo se alza a 1141 m sobre el nivel del mar. 
| Noroeste: Fuentes Claras y Calamocha | Norte: Calamocha           | Noreste: Calamocha |
| Oeste: Fuentes Claras y Caminreal    |                            | Este: Cosa         |
| Suroeste: Rubielos de la Cérida      | Sur: Rubielos de la Cérida | Sureste: Cosa      |

## Historia
En el año 1248, por privilegio de Jaime I, este lugar se desliga de la dependencia de Daroca, pasando a formar parte de Sesma de Barrachina en la   Comunidad de Aldeas de Daroca que a su vez fue disuelta en 1838.

## Demografía
Bañón cuenta con una población de 155 habitantes (INE 2024).
| Gráfica de evolución demográfica de Bañón entre 1842 y 2021                                                         |
| |
| Población de derecho según los censos de población del INE Población de hecho según los censos de población del INE |

## Administración y política
| Período   | Alcalde                    | Partido |  |
| --------- | -------------------------- | ------- |  |
| 1979-1983 | José Luis Simón Zorraquino | UCD     |  |
| 1983-1987 | José Luis Simon Zorraquino | UCD     |  |
| 1987-1991 | Joaquín Edo Corbatón       | PP      |  |
| 1991-1995 | José María Blasco Polo     | PSOE    |  |
| 1995-1999 | Manuel Simón Sánchez       | PP      |  |
| 1999-2003 | Julio Gómez Sánchez        | PAR     |  |
| 2003-2007 | Manuel Simón Sánchez       | PAR     |  |
| 2007-2011 | Manuel Simón Sánchez       | PAR     |  |
| 2011-2015 | José Ángel Sancho Marco    | PAR     |  |

| Partido político    | Partido político                                   | 2003   | 2007   | 2011   | 2015   |
| Partido político    | Partido político                                   | Ediles | Ediles | Ediles | Ediles |
|                     | Partido Aragonés (PAR)                             | 4      | 4      | 4      | 5      |
|                     | Partido de los Socialistas de Aragón (PSOE-Aragón) | 1      | 1      | 1      | —      |
|                     | Partido Popular de Aragón (PP)                     | —      | —      | —      | —      |
|                     | Chunta Aragonesista (CHA)                          | —      | —      | —      | —      |
| Total de concejales | Total de concejales                                | 5      | 5      | 5      | 5      |

## Monumentos y lugares de interés
- Iglesia parroquial de San Juan Bautista, construcción barroca del siglo XVII.
- Ermitas de Santiago y del Santo Cristo.
- Mirador de Bañón y Fuente La Zarza.

## Fiestas
- San Valero, 29 de enero.
- San Pedro Mártir, 29 de abril.
- San Isidro Labrador, 15 de mayo
- San Pedro Arbués,17 de septiembre.